# 纳拉姆帕蒂
纳拉姆帕蒂（Nallampatti），是印度泰米尔纳德邦Erode县的一个城镇。总人口3670（2001年）。

## 人口
该地2001年总人口3670人，其中男性1871人，女性1799人；0—6岁人口295人，其中男168人，女127人；识字率53.87%，其中男性为65.58%，女性为41.69%。